# Christina Sundberg
Christina Sundberg, född 6 april 1960, är en svensk före detta friidrottare (längdhoppare). Hon tävlade för IK Orient, IFK Lidingö och senare Utby IK.

## Personliga rekord
| Utomhus - Längdhopp – 6,50 (Stockholm 3 juli 1989) | Inomhus - Längdhopp – 6,38 (Glasgow, Storbritannien 3 mars 1990) |

### Fotnoter
1. 1 2 3 4 5 6  Wiger 2006, s. 222.
2. 1 2 3  ”Personsida på World Athletics”. worldathletics.org. https://worldathletics.org/athletes/sweden/christina-sundberg-14385225?competitorid=christina-sundberg-14385225&counrty=sweden. Läst 18 juli 2017.